# Довжок (річка)
Довжок — річка  в Україні, у Гайсинському районі Вінницької області. Права притока  Берладинки (басейн Південного  Бугу).

## Опис
Довжина річки 11 км.  Площа басейну 20,1 км².

## Розташування
Бере  початок на північному заході від Соколівки. Тече переважно на північний схід через Зелений Довжок, Довжок і у Козинцях впадає у річку Берладинку , ліву притоку Дохни.

## Галерея

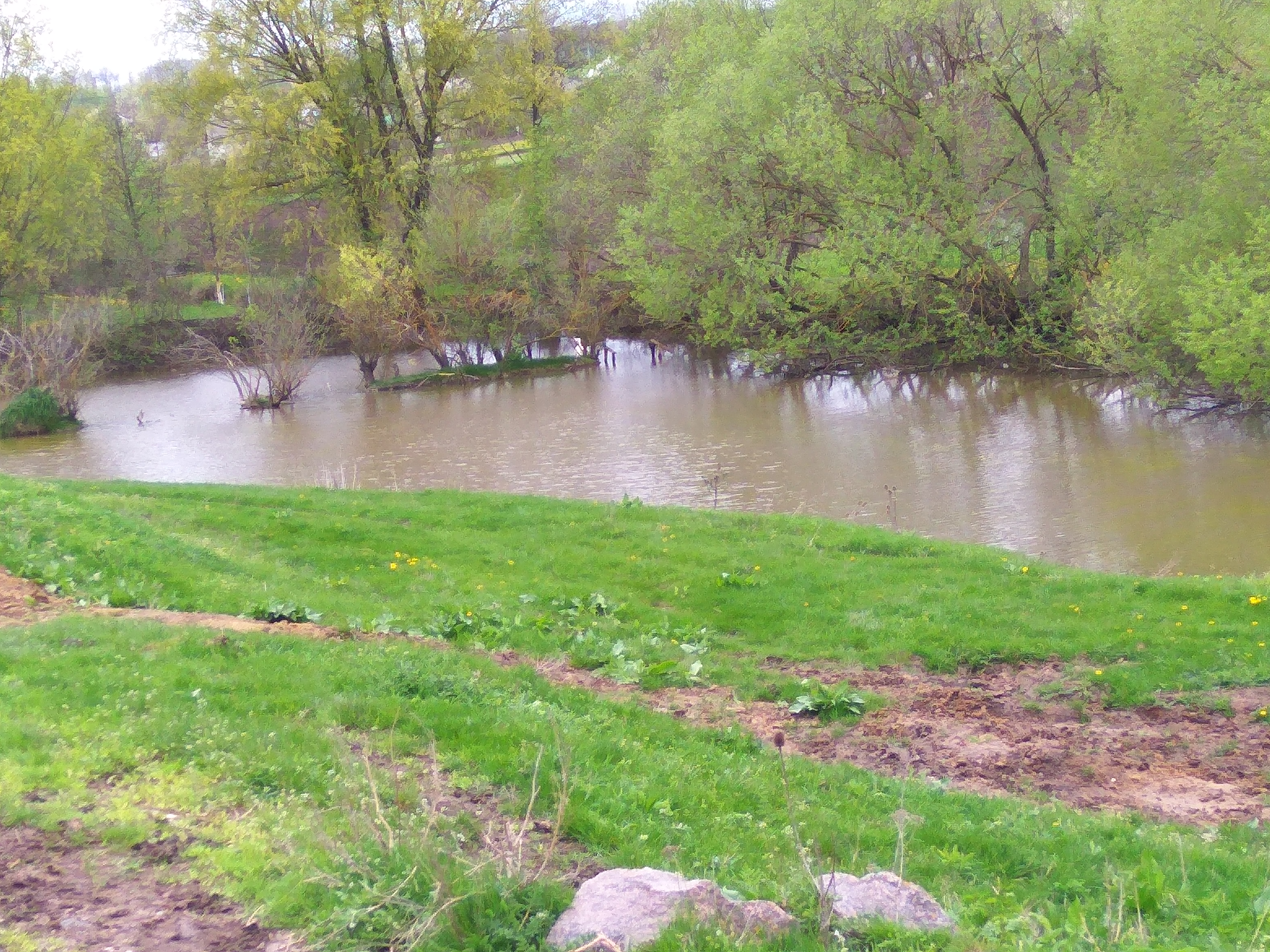
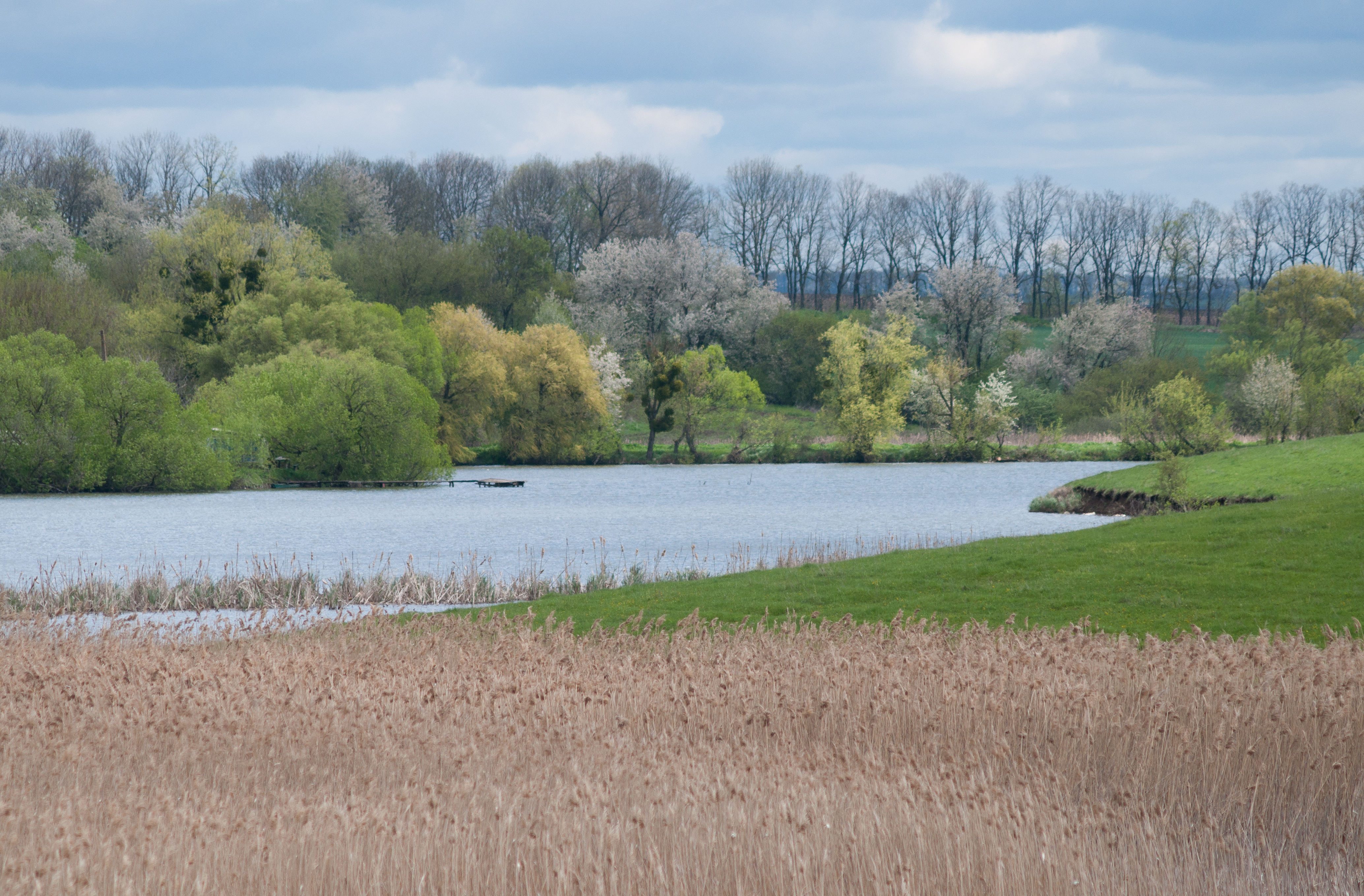